# Bliggspitze
De Bliggspitze is een 3453 meter hoge bergtop in de Kaunergrat in de Ötztaler Alpen in het Oostenrijkse Tirol. Met die hoogte is het na de Watzespitze de hoogste bergtop van de Kaunergrat. De omgeving van de bergtop is sterk vergletsjerd. In het westen, in de richting van het Kaunertal, ligt de Bliggferner, in het oosten de Hintere Eiskastenferner en in het noordoosten grenst de Mittlere Eiskastenferner aan de top. In het zuiden ten slotte ligt de Vordere Ölgrubenferner.
De bergtop is te beklimmen vanuit het Pitztal in het oosten en vanuit het Kaunertal in het westen. De normale route voert over de Ölgrubenferner, de Bliggscharte, de Bliggferner en de westflank via de noordelijke kam naar de top. Een moeilijkere tocht voert vanuit het Taschachtal over de zuidelijke kam.